# Болсонару, Жаир
Жаи́р Месси́ас Болсона́ру (порт. Jair Messias Bolsonaro; род. 21 марта 1955, Глисериу, Сан-Паулу, Бразилия) — бразильский государственный и политический деятель. Президент Бразилии с 1 января 2019 по 1 января 2023 года. Мастер спорта по парашютному спорту.

## Биография
Болсонару родился 21 марта 1955 года в Глисериу, Сан-Паулу, на юго-востоке Бразилии, в семье Перси Жеральдо Болсонару и Олинды Бонтури. Его семья в основном итальянского происхождения с некоторыми немецкими корнями. Со стороны отца он является правнуком итальянцев из Венето и Калабрии. Семья деда по отцовской линии Болсонару происходит из Венето, точнее из Ангилара Венета, в провинции Падуя. Его прадед, Витторио Бользонаро (Vittorio Bolzonaro), родился 12 апреля 1878 года. Родители Витторио иммигрировали в Бразилию, когда ему было десять лет, вместе со своими братьями и сестрами Джованной и Транквильо. Его немецкие корни произошли от деда по материнской линии, Карла «Карлоса» Хинтце, родившегося в Гамбурге около 1876 года, который иммигрировал в Бразилию в 1883 году. Его бабушка и дедушка по материнской линии родились в Лукке, в Тоскане, и уехали жить в Бразилию в 1890-х годах.
Большую часть своего детства Болсонару провел в разъездах по Сан-Паулу со своей семьей, живя в Рибейре, Жундиаи и Сете-Баррасе, прежде чем в 1966 году поселился в Эльдорадо, южном регионе штата, где он вырос со своими пятью братьями. Он был назван в честь Жаира да Роса Пинту, футболиста «Палмейраса» на момент рождения Болсонару, который в тот же день отпраздновал свое 34-летие.
Болсонару учился в Кадетской подготовительной школе сухопутных войск. Закончив престижную Военную академию Агульяс-Неграс в 1977 году, был армейским десантником и артиллеристом в годы военного режима, после его падения пошёл в политику. Отслужив 17 лет, дослужился до звания капитана. В 1983 году окончил военную Школу физического воспитания, проходил обучение в Школе усовершенствования офицерского состава (EsAO). Получил известность в 1986 году за интервью журналу «Veja», в котором сетовал на низкие зарплаты в армии и увольнения офицеров из-за бюджетных сокращений и за которое получил 15 дней гауптвахты. Завершил военную службу в звании капитана в 1988 году.
Впервые был избран в горсовет Рио-де-Жанейро в 1988 году, с тех пор семь раз становился депутатом национального парламента. На всеобщих выборах в Бразилии в 2014 году за него проголосовало больше всего избирателей штата Рио-де-Жанейро (464 тыс. голосов).
Сменил множество партий (Христианско-демократическую, Прогрессистскую, Реформистско-прогрессистскую, Бразильскую трабальистскую, Партию либерального фронта). Член Социал-христианской партии (PSC) с марта 2016 года, в 2017 году пытался возглавить партию «Патриота», но в итоге в 2018 году вступил в Социал-либеральную партию.
Выдвинул свою кандидатуру на президентских выборах 2018 года под лозунгом Бразилия превыше всего, а Господь превыше всех. Стал первым кандидатом в этой гонке, собравшим более 1 миллиона реалов пожертвований во время кампании: за первые 59 дней он в среднем получал от избирателей по 17 тысяч реалов ежедневно. С момента ареста приоритетного кандидата Партии трудящихся Лула да Силвы в апреле 2018 года кандидатура Болсонару вела в опросах общественного мнения, хотя они поначалу и предрекали ему поражение во втором туре от таких кандидатов, как Жералду Алкмин, Фернанду Аддад, Сиру Гомеш и, возможно, Марина Силва.
6 сентября 2018 года, когда Болсонару общался с избирателями во время предвыборного митинга в городе Жуис-ди-Фора, на него было совершено покушение — он получил ножевое ранение в область живота. Депутата Национального парламента доставили в местную больницу, откуда родственники перевезли его в еврейскую клинику им. Альберта Эйнштейна, где раненый был экстренно прооперирован и продолжал руководить избирательной кампанией буквально из палаты.
7 октября 2018 года получил по итогам президентских выборов 46,06 % голосов и вышел во второй тур вместе с кандидатом Партии трудящихся Фернанду Аддадом, которого поддержали 29,24 % избирателей. Победил во втором туре, получив 55,13 % голосов избирателей.
Жаир Болсонару обещал в случае своего избрания в президенты Бразилии закрыть посольство ПНА в своей стране, поскольку «Палестина — это не государство».
В 2020 году успешно перенёс операцию по удалению почечного камня. 14 июля 2021 года Жаира Болсонару госпитализировали в военный госпиталь с болями в области брюшной полости: президент Бразилии жаловался на плохое самочувствие последние несколько дней.
Выразил несогласие с итогами президентских выборов 2022 года, на которых победил противник Болсонару — Лула да Силва, призывал к протестам и  беспорядкам.
В июле 2023 года Высший избирательный суд Бразилии лишил его права избираться до 2030 года, за злоупотребление полномочиями и распространение «аморальной» и «ужасающей лжи» во время прошедших выборов; кроме того, судебная инстанция сочла, что в ходе своего президентского срока Болсонару допускал «злоупотребления властью».
4 августа 2025 года заключен под домашний арест

## Президентство
В период пандемии COVID-19 Жаир Болсонару отрицал серьёзную опасность коронавирусной инфекции. Бразильский лидер неоднократно появлялся на улице без маски и заявлял, что коронавирус не более смертоносен, чем «обычный грипп», и что его приоритетом является прежде всего восстановление экономики страны, а не кризис здравоохранения. Он постоянно обвинял политических оппонентов и прессу в преувеличении угрозы вируса. 7 июля 2020 года стало известно, что президент Бразилии заразился COVID-19. 25 июля 2020 года Болсонару объявил, что у него отрицательный результат на COVID-19. При этом президент заявил, что он категорически против обязательной вакцинации против COVID-19. Сам Болсонару отметил, что вакцинировать себя и свою семью не будет. В августе 2020 года популярность Болсонару восстановилась и достигла своего максимального значения с момента инаугурации.
Оружие
Подписал указ, упрощающий порядок ношения, получения, применения и ввоза в страну огнестрельного оружия. Подписал четыре указа, которые увеличивают количество огнестрельного оружия и боеприпасов, которые жители Бразилии могут приобрести совершенно легально. Отменил налог на импорт огнестрельного оружия.

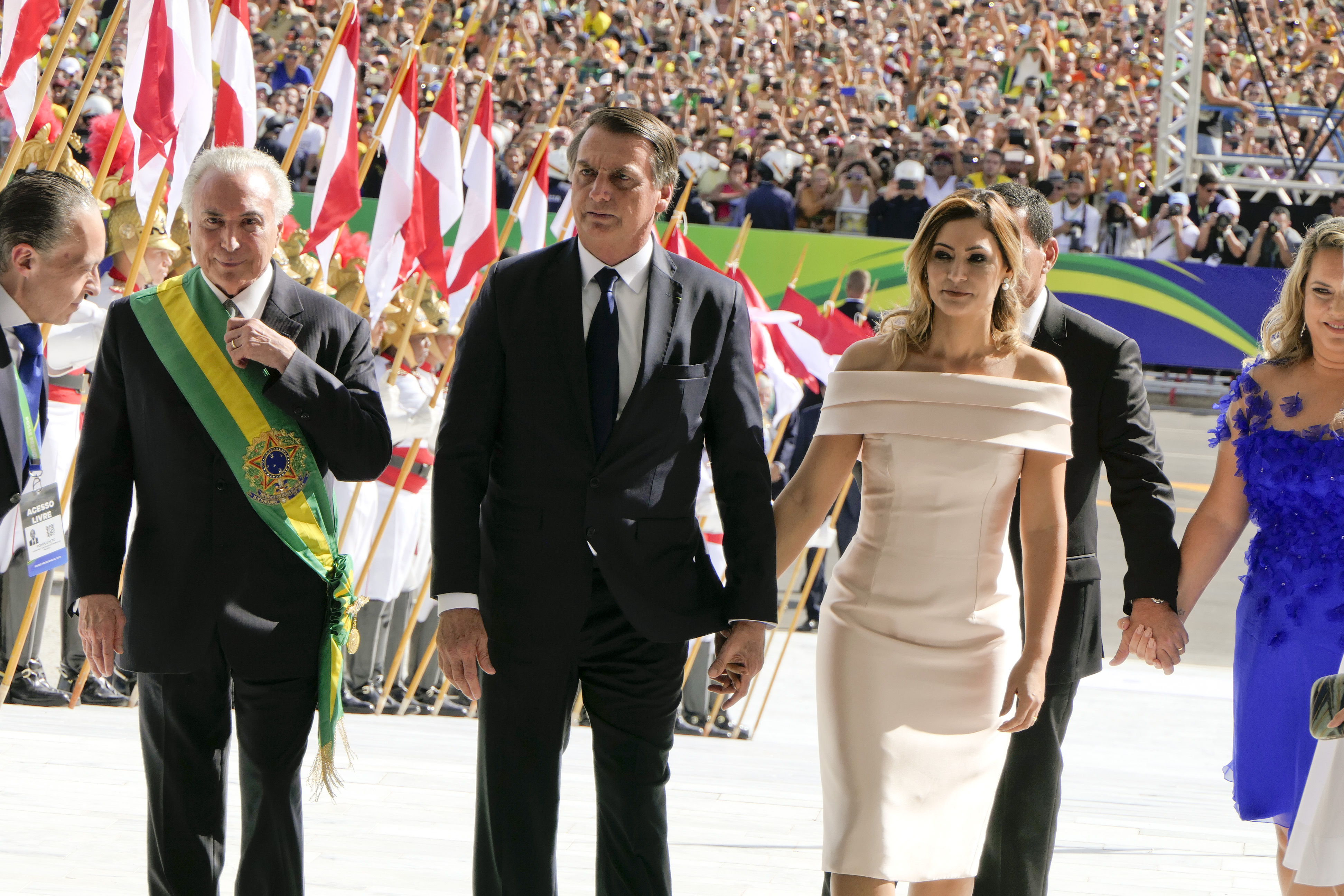
Мишел Темер, Жаир Болсонару

## Взгляды
Известен своими крайне правыми, националистическими и консервативными взглядами и скандальными заявлениями. В частности, он является ярым сторонником военной диктатуры и репрессий 1964—1985 годов, допускает применение ограниченных пыток как «законную практику» и призывает к их применению. Своё голосование за импичмент Дилме Русеф он посвятил Карлушу Алберту Брильянте Устре — деятелю военного режима, руководившему программой пыток политзаключённых, — в числе тысяч подвергнутых им людей была и бывшая тогда «городской партизанкой» Дилма Русеф. Сын Болсонару Эдуарду, тоже депутат, посвятил свой голос генералу, ответственному за военный переворот 1964 года. Заявлял, что диктатуре стоило устранить больше людей посредством возвращения практики смертных казней.

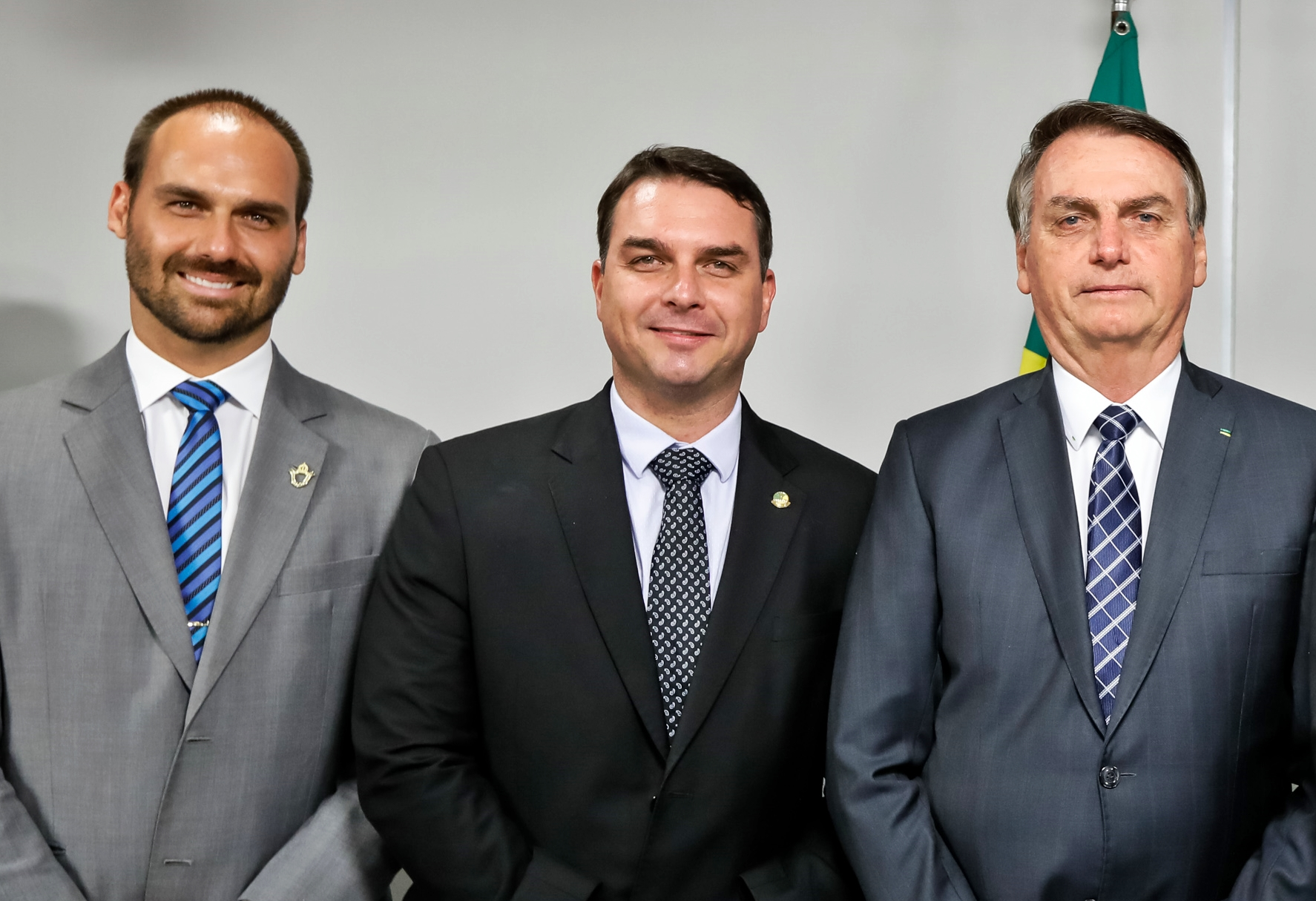
С сыновьями

Является непримиримым критиком современной демократии и левых сил. Неоднократно выступал с заявлениями, которые расценивали как расистские, критикует квоты и другую поддержку дискриминируемым группам, крайне негативно настроен к правам ЛГБТ. Будучи сторонником традиционных ценностей, он заявил, что «не смог бы полюбить сына-гомосексуалиста, а предпочел бы, чтобы он умер в автокатастрофе». За брошенное им во время перепалки с депутатом Марией ду Росариу (назвавшей его «насильником») замечание, что «она даже не достойна быть им изнасилованной», был приговорён судом к штрафу за моральный вред. Выступает за либеральный экономический курс, против земельной реформы, секуляризма и легализации наркотиков.
Образцами для подражания он называл перуанского президента Альберто Фухимори, разогнавшего парламент и осуждённого за многочисленные преступления, и Дональда Трампа, чьей победой с правоконсервативными лозунгами он вдохновляется. Американский журналист Гленн Гринвальд называл Болсонару «самым мизогинным, преисполненным ненависти выборным должностным лицом в мире». Британский журнал The Economist описывал его как «радикала», «религиозного националиста», «правого демагога» и «апологета диктаторов».

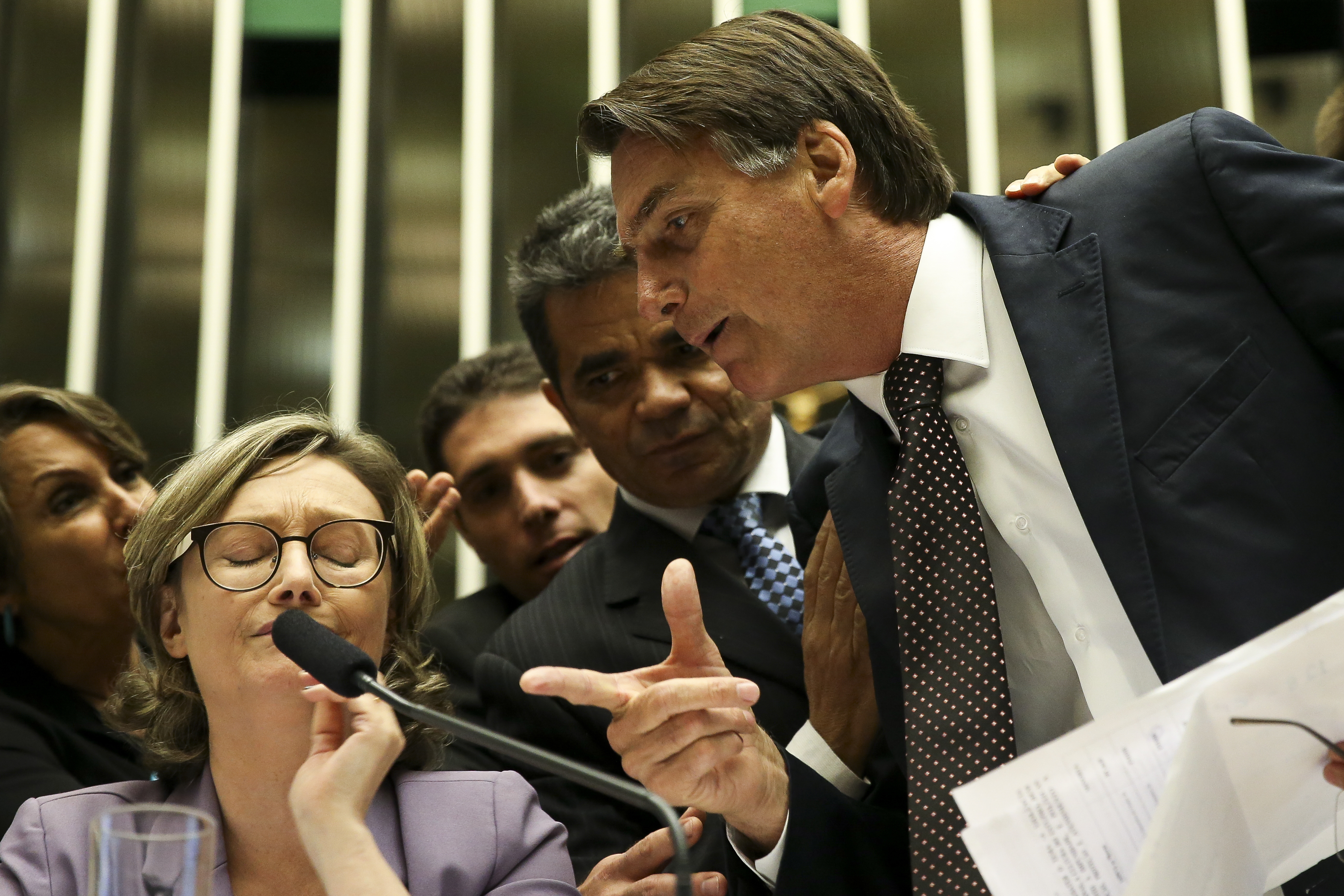
Спор Жаира Болсонару с депутатом от Партии трудящихся Марией ду Росариу. 2016 год

Считает коронавирус обычным сезонным гриппом, из-за чего не ввёл карантин в стране и пренебрегал санитарными нормами.
12 мая 2016 года Эверальдо Диас Перейра, пастор пятидесятнической церкви «Ассамблея Бога», лично крестил Жаира Болсонару в водах Иордана. Болсонару заявлял, что женщины должны получать меньше за равный с мужчинами труд.

## Семья
Болсонару был трижды женат и у него пять детей. От первой жены Рожерии у него три сына (Флавиу, Карлус и Эдуарду). От второй жены Аны Кристины у него сын Реннон.
Сейчас Жаир Болсонару женат на Мишель ди Пауле Фирму Рейналду и имеет дочь Лауру. Во время работы в Конгрессе он нанял свою жену секретарём, за два года повысив её по службе и подняв заработную плату больше чем втрое. После решения Верховного федерального суда о незаконности непотизма в государственном аппарате Жаир Болсонару был вынужден уволить Мишель.

## Награды
Орден «За заслуги в воздухоплавании» (Бразилия), орден Морских заслуг (Бразилия).
В 2020 году Жаиру Болсонару присвоили Шнобелевскую премию в области медицины «за использование пандемии COVID-19, чтобы научить мир тому, что политики имеют большее влияние на жизнь и смерть, чем учёные и врачи».